# 孙勇 (1973年)
孙勇（1973年12月—），男，安徽蒙城人，中华人民共和国政治人物。曾任中共马鞍山市委副书记，安徽省外办主任、中共黄山市市委副书记、市人民政府市长。现任安徽省人民政府副省长。